# Одиночное заключение

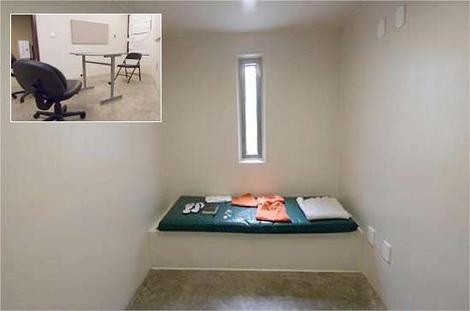
Одиночная камера в Гуантанамо, а также комната для допросов.

Одиночное заключение — содержание осужденного или подследственного в условиях строгой изоляции в одиночной камере 22—24 часа в день. Применяется либо как мера пресечения связей осужденного или подследственного с внешним миром, в том числе с сообщниками, либо как кара для причинения заключённому дополнительных лишений.

## История
Одиночное заключение применялось в России уже в XVII веке, но редко. В США в 1776 году христианским движением квакеров была создана Филадельфийская (Пенсильванская) тюремная система, включавшая в себя полную тишину, полную изоляцию от внешнего мира и заключение в одиночестве.
В России к 1776 году данный тип заключения использовался исключительно в военных тюрьмах (в XIX веке срок такого заключения составлял до 6 месяцев). В 1880 году для одиночного заключения военных преступников была открыта Лефортовская тюрьма в Москве. Все арестанты содержались в одиночных камерах и не могли разговаривать друг с другом, что приводило некоторых заключённых в «исступление». Много заключённых, приговорённых к одиночному заключению, находилось также в «Крестах». Одиночное заключение широко использовалось царским правительством в отношении политических заключённых. Такие политические заключённые, как Сергей Нечаев, Михаил Бакунин, Вера Фигнер, Николай Морозов, провели в одиночном заключении от нескольких лет до двух и более десятилетий.
Во Франции в 1875 году одиночное заключение было введено для всех арестантов, находящихся под следствием, и заключённых, имеющих срок заключения не более 1 года и 1 дня. Для лиц с более длительным сроком существовала возможность добровольного одиночного заключения.
На начало XX века часть штатов в Северной Америке использовала Пенсильванскую тюремную систему. Кроме того в Северной Америке существовали одиночные тюрьмы. Одиночная (келейная) система существовала на тот период в Англии в качестве первого этапа для приговорённых к работам на каторге (срок одиночного заключения составлял не более 9 месяцев). Также одиночное заключение присутствовало в Германии, Бельгии и Голландии.
На момент 1917 года одиночное заключение применялось в России для наказания нижних чинов в военных тюрьмах. Срок такого заключения составлял от 2 до 4 месяцев. В СССР срок одиночного заключения ограничивался шестью месяцами.

## Современное состояние
В современной России заключение в одиночной камере может быть применено к осуждённому в качестве штрафной санкции. По закону, заключённого могут поместить в штрафной изолятор (ШИЗО) на срок не более чем 15 суток. В исправительных колониях особого режима заключённого могут поместить в изолятор с менее строгим режимом на срок до шести месяцев. В то же время имеется ряд проблем. По словам представителя фонда «В защиту прав заключённых», заключённые могут пребывать в изоляторах несколько месяцев. Это происходит из-за того, что осуждённый, пребывая в карцере, может как-то нарушить правила режима. После этого ему выписывается новое постановление на одиночное заключение, тем самым заключение продолжается. Также одиночное заключение может применяться в России в отношении осуждённых к пожизненному лишению свободы по постановлению администрации колонии или по просьбе заключённого.
По данным ведущего специалиста ООН по расследованию пыток, профессора права Американского университета в Вашингтоне Хуана Мендеса, в настоящее время в одиночных камерах США пребывают 20—25 тысяч человек.

## Воздействие одиночного заключения на здоровье
Одиночное заключение оказывает большое воздействие на здоровье людей. Ряд исследований демонстрируют главным образом отрицательное воздействие. Небольшое количество исследований демонстрирует отсутствие отрицательного воздействия, но в то же время и отсутствие положительного воздействия.
Современные исследователи определили новое заболевание, называемое «психоз заключения» и проявляемое при длительной изоляции заключённого от внешнего мира, а также при отсутствии деятельности в зонах с высоким уровнем изоляции. Отличительными чертами заболевания являются бред и галлюцинации. Синдром также включает в себя когнитивные, эмоциональные, социальные и соматические расстройства. Ряд исследователей также отметили, что заключение в одиночной камере может привести к уменьшению умственной деятельности, а также деперсонализации.
При исследовании случайной выборки из 100 заключённых тюрьмы строгого режима Пеликан-Бэй в Калифорнии было выявлено, что у 91 % заключённых присутствовали тревога и нервозность, у более 80 % заключённых присутствовали апатичность, головные боли и расстройства сна, у 70 % — боязнь «срыва», у более 50 % присутствовали кошмары и головокружения в совокупности с повышенным сердцебиением и руминацией (многократным умственным повторением определённого набора мыслей). У более 80 % присутствовала спутанность мыслительных процессов, у 77 % была хроническая депрессия, у 41 % были галлюцинации.
Ганс Тох после исследования свыше 900 заключённых, среди которых были люди, находящиеся в одиночном заключении, сформировал термин «паника изоляции». Синдром паники изоляции включает в себя чувство заброшенности, безысходное отчаяние, напряжённость и беспомощность.

### Последствия одиночного заключения
Физиологические:
- Учащенное сердцебиение;
- Профузное (внезапное и обильное) потоотделение;
- Бессонница;
- Боли в спине и суставах;
- Ухудшение зрения;
- Плохой аппетит, потеря массы и иногда диарея;
- Апатичность, слабость;
- Дрожь;
- Ощущение холода;
- Ухудшение имевшихся ранее проблем со здоровьем.

Психологические:
- Состояние тревоги (от ощущения напряжённости до паники):
  - Постоянный низкий уровень стресса;
  - Раздражительность или тревожность;
  - Страх перед ожидаемой смертью;
  - Острые тревожные состояния с реакцией паники (панические атаки).
- Депрессия (от подавленного настроения до клинической депрессии):
  - Эмоциональная вялость/притупленность, утрата способности иметь эмоции;
  - Эмоциональная лабильность (частые перемены настроения);
  - Ощущение безысходности;
  - Социальная аутизация (самоизоляция); утрата способности/мысли начинать деятельность; безразличие; апатичность;
  - Тяжелая депрессия.
- Гнев (от раздражительности до приступов ярости):
  - Раздражительность и враждебность;
  - Недостаточный контроль над побуждениями;
  - Вспышки физического и словесного насилия в отношении самого себя, других лиц и внешнего окружения;
  - Беспричинный гнев, иногда проявляющийся в виде вспышек ярости.
- Когнитивные нарушения (от недостаточности концентрации до состояний спутанности):
  - Неустойчивость внимания;
  - Плохая концентрация;
  - Плохая память;
  - Спутанность мыслительных процессов; дезориентация.
- Перцептивные искажения (от повышенной чувствительности до галлюцинаций):
  - Повышенная чувствительность к шумам и запахам;
  - Искажения восприятия (например, движущиеся стены);
  - Дезориентация во времени и пространстве;
  - Деперсонализация/дереализация (расстройство восприятия окружающего);
  - Галлюцинации всех пяти органов чувств: зрительные, слуховые, осязательные, обонятельные и вкусовые.
- Паранойя и психоз (от навязчивых мыслей до резко выраженного психоза):
  - Повторяющиеся и навязчивые мысли (руминация) часто насильственного и мстительного характера;
  - Параноидальные идеи;
  - Психотические состояния: психотическая депрессия, шизофрения.

Членовредительства и самоубийства
В ряде исследований XIX века регулярно публиковались факты об аутоагрессии, членовредительствах и самоубийствах. В современных исследованиях также было выявлено, что случаи членовредительства и самоубийства чаще происходят в камерах одиночного заключения, чем в других камерах. Например, 69 % случаев самоубийств в тюрьмах Калифорнии в 2005 году произошло в камерах одиночного заключения. Исследователи отмечают, что физическая боль является для таких заключённых «результатом внезапной фрустрации, вызванной ситуационным стрессом без возможности физической разрядки», «заменой душевной боли», а также доказательством того факта, что такой заключённый всё ещё жив.

### Свидетельства заключённых
Исследователи выявили, что одиночные заключённые не имеют способа чётко определять состояние своей психики и имеют намерение не замечать своих отклонений психического состояния. Также они по большей части отрицательно высказываются о методах психиатрического лечения и не стремятся прибегать к предоставляемой психиатрической помощи.
Одной из трудностей заключённые считают проблему отличения реальности от мысленных представлений. Некоторые заключённые утверждали, что в ходе одиночного заключения имели внетелесные (астральные) опыты:

Первые четыре года тюрьмы были вот таким воображаемым миром… Я была в условиях изоляции. Я могла находиться в своей камере и никого не допускать туда; и я часто отправлялась в путешествия. Я вылетала из тюрьмы и пролетала над пляжами и горами Окинавы, где я раньше жила. Временами было, действительно, очень трудно вернуться.
Дуг Уэйкфилд, отбывавший одиночное заключение в Великобритании, описывал свои галлюцинации в форме пауков и насекомых, которые перемещались по полу, стенам и кровати. Другой заключённый, пробывший в одиночной камере не больше 10 месяцев, описывал галлюцинации так: «Стены камеры начинают качаться… Все в камере начинает двигаться; ты чувствуешь, что теряешь способность видеть».
Декабрист В. П. Зубков высказывал следующее мнение об одиночном заключении: «Изобретатели виселицы и обезглавливания — благодетели человечества; придумавший одиночное заключение — подлый негодяй; это наказание не телесное, но духовное. Тот, кто не сидел в одиночном заключении, не может представить себе, что это такое».

## Критика
Комитет ООН против пыток многократно высказывал претензии к сложившейся в ряде стран практике помещения людей в одиночную камеру на длительное время, ставя её в один ряд с пытками и жестоким обращением. В докладе ООН о заключённых, находящихся на американской военно-морской базе в Гуантанамо, отмечалось:

Общие условия содержания под стражей, в частности неопределенность относительно продолжительности задержания и долгие сроки пребывания в одиночном заключении, равносильны бесчеловечному обращению и нарушению права на здоровье, а также предусмотренного пунктом 1 статьи 10 МПГПП права на гуманное обращение и уважение достоинства, присущего человеческой личности.

## В религии
Известный индийский гуру и йогин Шри Ауробиндо находился в одиночной камере в Алипоре один год. Утверждается, что именно в этот период со Шри Ауробиндо случилась большая внутренняя трансформация, которая включала в себя нарастающие мистические переживания. Этот период стал ключевым для развития его учения интегральной йоги.
Также одиночное заключение может использоваться некоторыми буддистами для духовной практики. Один из буддистов описывает пребывание в одиночном заключении следующим образом:

Я галлюцинировал, не понимал, где нахожусь, мне было плохо, пока я, наконец, не заснул. Проснулся я через два дня после этого около пяти утра, на рассвете, замерзший, в своей пустой камере и каким-то образом я инстинктивно повернулся и спокойно сел лицом к стене медитировать.

Это продолжалось сколько-то дней, без еды и сна, и боль и гнев, которые я чувствовал раньше, сменились глубоким, истинным спокойствием, которое гораздо выше слов, хотя я до сих пор не знаю, как выжил тогда, у врат ада.